# Scuola universitaria professionale della Svizzera italiana
1 Direzione SUPSI - Manno
2 Dipartimento ambiente costruzioni e design (DACD) - Mendrisio
3 Dipartimento formazione e apprendimento (DFA) - Locarno
4 Dipartimento tecnologie innovative (DTI) - Lugano - Viganello
5 Dipartimento economia aziendale, sanità e sociale (DEASS) - Manno
6 Physiotherapie Graubünden - Landquart (DEASS)
7 Accademia Teatro Dimitri (ATD) - Verscio
8 Scuola universitaria di Musica del Conservatorio della Svizzera italiana - Lugano
9 Fernfachhochschule Schweiz (FFHS) - Briga
10 Fernfachhochschule Schweiz (FFHS) - Zurigo - Regensdorf
11 Fernfachhochschule Schweiz (FFHS) - Berna
12 Fernfachhochschule Schweiz (FFHS) - Basilea
13 Fernfachhochschule Schweiz (FFHS) - San Gallo
La Scuola universitaria professionale della Svizzera italiana (SUPSI) è un'università professionale e una delle nove scuole universitarie professionali (SUP) svizzere riconosciute dalla Confederazione Svizzera. Come scuola professionale la SUPSI è orientata alla formazione professionale e alla ricerca applicata e in base alla legge cantonale ha quattro mandati: formazione di base, formazione continua, ricerca applicata e servizi al territorio.

## Storia
La Scuola universitaria professionale della Svizzera italiana nasce nel 1997 con istituzione da parte del Cantone Ticino integrando una serie di scuole preesistenti e istituti di ricerca pubblici e privati.
Confluiscono nella SUPSI:
- Scuola Tecnica Superiore (STS) di Trevano[4]
- Scuola superiore di arti applicate (SSAA)
- Scuola superiore per i quadri dell'economia e dell'amministrazione (SSQEA)
- Centro CIM della Svizzera italiana (ICIMSI)
- Istituto cantonale tecnico sperimentale
- Istituto geologico e idrologico cantonale
- dal 1998 la Scuola cantonale di formazione per gli operatori sociali
- dal 1999 l'Istituto Dalle Molle di studi sull'intelligenza artificiale (IDSIA), istituto comune a SUPSI e USI
- nel 1999 viene creata l'Alta scuola pedagogica (ASP) che ingloba la Scuola magistrale, IAA e del Centro didattico cantonale di Locarno e che nel 2009 diventerà parte della SUPSI
- dal 2004 la Fernfachhochschule Schweiz (FFHS) con sede a Briga e centri di formazione a Zurigo, Basilea e Berna (come scuola affiliata)
- dal 2006 l'Accademia Teatro Dimitri (come scuola affiliata)
- dal 2006 Scuola universitaria di Musica del Conservatorio della Svizzera italiana (come scuola affiliata)
- dal 2007 Akademie Physiotherapie Thim van der Laan di Landquart
- dal 2014 il Laboratorio cantonale di microbiologia applicata

## Struttura
Nel 1997 la SUPSI è organizzata in 4 dipartimenti. Nel 1998 viene aggiunto un quinto dipartimento il Dipartimento lavoro sociale (DLS). La scuola è dunque organizzata in Dipartimento costruzioni e territorio, Dipartimento d’Arte applicata, Dipartimento economia e management, Dipartimento di informatica ed elettronica, Dipartimento di lavoro sociale.
Nel 2003 viene fatta una ristrutturazione organizzativa: si passa da 5 dipartimenti a 3 che includono gli istituti di ricerca precedentemente autonomi. I dipartimenti sono quindi:
1. Dipartimento Ambiente costruzioni e design (DACD)
2. Dipartimento Scienze aziendali e sociali (DSAS)
3. Dipartimento Tecnologie innovative (DTI)

Viene inoltre creata una direzione SUPSI composta dal direttore generale della scuola e dai direttori dei dipartimenti.
Nel 2006 viene costituito il Dipartimento sanità per le formazioni sanitarie. Oltre alle scuole affiliate (Fernfachhochschule Schweiz (FFHS) dal 2004 e Accademia Teatro Dimitri e Scuola universitaria di Musica del Conservatorio della Svizzera italiana dal 2006), la conformazione dei dipartimenti è la seguente:
1. Dipartimento Ambiente costruzioni e design (DACD)
2. Dipartimento Scienze aziendali e sociali (DSAS)
3. Dipartimento Tecnologie innovative (DTI)
4. Dipartimento Sanità (DSAN)

Nel 2009 confluisce nella SUPSI la Alta scuola pedagogica (ASP) di Locarno diventando il quinto Dipartimento formazione e apprendimento (DFA).

### Struttura a partire dal 2014
Nel 2014 il Dipartimento sanità (DSAN) e il Dipartimento scienze aziendali e sociali (DSAS) vengono uniti nel Dipartimento economia aziendale, sanità e sociale (DEASS). La SUPSI è quindi organizzata nei seguenti dipartimenti:
1. Dipartimento Ambiente costruzioni e design (DACD)[7][8] – Mendrisio
  1. Istituto materiali e costruzioni, dal 1966
  2. Istituto scienze della Terra
  3. Istituto sostenibilità applicata all'ambiente costruito
  4. Istituto microbiologia
  5. Istituto design
2. Dipartimento Economia aziendale, sanità e sociale (DEASS)[9] – Manno
  1. Centro competenze anziani
  2. Centro competenze lavoro, welfare e società
  3. Centro competenze management e imprenditorialità
  4. Centro competenze pratiche e politiche sanitarie
  5. Centro competenze psicologia applicata
  6. Centro competenze tributarie
  7. Laboratorio di ricerca in riabilitazione 2rLab
  8. Rehabilitation and Exercise Science Laboratory
3. Dipartimento Formazione e apprendimento (DFA)[10] – Locarno
  1. Centro di competenze Innovazione e ricerca sui sistemi educativi
  2. Centro di competenze Bisogni educativi, scuola e società
  3. Centro di competenze Didattica dell'italiano lingua di scolarizzazione
  4. Centro di competenze Didattica della matematica
  5. Centro di competenze Educazione, apprendimento e insegnamento
  6. Laboratorio media e MINT (MEM)
  7. Biblioteca e Laboratorio ricerca storico-educativa, documentazione, conservazione e digitalizzazione (RDCD)
4. Dipartimento Tecnologie innovative (DTI)[11] – Lugano
  1. Istituto sistemi e tecnologie per la produzione sostenibile
  2. Istituto sistemi informativi e networking
  3. Istituto di ingegneria meccanica e tecnologia dei materiali
  4. Istituto di tecnologie digitali per cure sanitarie personalizzate
  5. Istituto Dalle Molle di studi sull'intelligenza artificiale (IDSIA USI-SUPSI)
  6. Istituto sistemi e elettronica applicata

E le afferiscono le seguenti scuole affiliate:
- Accademia teatro Dimitri – Verscio
- Conservatorio della Svizzera italiana, scuola universitaria di musica – Lugano
- Fernfachhochschule Schweiz – Basilea, Berna, Briga, Zurigo

| Anno         | Collaboratori | Totale studenti | Studenti bachelor | Formazione continua |
| ------------ | ------------- | --------------- | ----------------- | ------------------- |
| 1997         | 177           |                 | 224               | 1 247               |
| 2003         | 424           |                 | 1.090             | 596                 |
| 2008         | 578           |                 | 2.450             | 1 206               |
| 2009 (08/09) |               |                 |                   | 1 495               |
| 2010 (09/10) | 772           |                 |                   | 1 504               |
| 2011 (10/11) | 795           |                 | 2 969             | 1 864               |
| 2012 (11/12) | 844           |                 | 3 134             | 2 244               |
| 2013 (12/13) | 863           |                 | 3 378             | 2 692               |
| 2014 (13/14) | 891           |                 | 3 485             | 2 414               |
| 2015 (14/15) | 912           |                 | 3 507             | 2 973               |
| 2016 (15/16) | 942           |                 | 3 705             | 3 432               |
| 2017 (16/17) | 975           |                 | 3 949             | 3 706               |
| 2018 (17/18) | 1 014         |                 | 4 212             | 3 368               |
| 2019 (18/19) | 1 083         |                 | 4 442             | 3 793               |
| 2020 (19/20) | 1 140         |                 | 4 613             | 3 588               |
| 2021 (20/21) | 1 194         | 5 789           | 4 699             | 4 488               |

### Organizzazione
La direzione strategia della SUPSI spetta al Consiglio della scuola, mentre la direzione operativa è della Direzione SUPSI. La direzione SUPSI è composta dai direttori dei dipartimenti, dai direttori di mandato, dai direttori delle scuole affiliate, dal direttore amministrativo e dal responsabile dei servizi della direzione generale.
| Nome                     | Periodo   |
| ------------------------ | --------- |
| Giuseppe Buffi           | 1997-2000 |
| Gabriele Gendotti        | 2000-2011 |
| Manuele Bertoli          | 2011-2023 |
| Marina Carobbio Guscetti | 2024-     |
|                          |           |

| Nome                | Periodo   |
| ------------------- | --------- |
| Edo Poglia          | 1997-2002 |
| Alberto Cotti       | 2002-2014 |
| Alberto Petruzzella | 2015-2023 |
| Giovanni Merlini    | 2024-     |

| Nome                | Periodo   |
| ------------------- | --------- |
| Angelo Rossi        | 1997-2003 |
| Mauro Dell’Ambrogio | 2003-2007 |
| Franco Gervasoni    | 2008-     |

### Sedi
La scuola ha la direzione e un dipartimento a Manno e altri dipartimenti e scuole affiliate a Locarno, Lugano, Mendrisio e Verscio nel Canton Ticino; la scuola dipartimentale di fisioterapia si trova a Landquart nel Cantone dei Grigioni; la scuola affiliata Fernfachhochschule Schweiz (FFHS) – che ha una didattica fortemente orientata all'e-learning – ha inoltre sedi a Briga, Zurigo-Regensdorf, Berna, Basilea e San Gallo.
A partire dal 2010 viene approvata dal Consiglio di Stato del Canton Ticino la strategia per la costruzione delle nuove sedi della SUPSI.
- Campus Mendrisio-Stazione, che ospita Dipartimento Ambiente costruzioni e design, prima pietra posata nel 2017 e che aprirà le porte nell'anno accademico 2019/2020
- Campus di Viganello condiviso con USI, che ospita Dipartimento Tecnologie innovative, prima pietra posata nel 2017 e che aprirà le porta nell'anno accademico 2020/2021
- Campus Lugano-Stazione